# (7461) Kachmokiam
(7461) Kachmokiam est un astéroïde de la ceinture principale.

## Description
(7461) Kachmokiam est un astéroïde de la ceinture principale. Il fut découvert le 3 octobre 1984 à Harvard par l'observatoire Oak Ridge. Il présente une orbite caractérisée par un demi-grand axe de 3,22 UA, une excentricité de 0,17 et une inclinaison de 0,1° par rapport à l'écliptique.

## Compléments